# Trichadenia philippinensis
Trichadenia philippinensis är en tvåhjärtbladig växtart som beskrevs av Merrill. Trichadenia philippinensis ingår i släktet Trichadenia och familjen Achariaceae. Inga underarter finns listade i Catalogue of Life.